# General Motors 54° V6
General Motors 54° V6 — линейка бензиновых двигателей внутреннего сгорания, разработанных Opel, европейским подразделением General Motors. Представляет собой несколько шестицилиндровых V-образных двигателей с необычным углом развала в 54° (в основном применяются углы 60° или 90°), что позволило уменьшить их размер и дать возможность установки на менее габаритные автомобили. Имеют рабочие объёмы от 2.5 до 3.2 литров. Выпускались в промышленном центре Элсмир-Порт в Англии, производство было остановлено в июле 2004 года.

## История
В начале 1990-х годов перед Opel встала необходимость разработки современного, более лёгкого и компактного двигателя для замены устаревающей линейки L6. С этой целью была спроектирована новая серия V-образных двигателей с чугунным блоком цилиндров, двумя алюминиевыми ГБЦ и ременным газораспределительным механизмом типа DOHC.
Другие особенности этой линейки: маслоохладитель, устанавливавшийся в развале блока; система управления двигателем Bosch Motronic с полным последовательным впрыском топлива и контролем детонации в каждом цилиндре; система зажигания без трамблера (DIS); замкнутый контур лямбда-регулирования.
В процессе производства в конструкцию вносились различные изменения. Так, с середины 1997 года начал устанавливаться масляный насос повышенной производительности и ГБЦ с увеличенными масляными каналами. Тогда же были модифицированы толкатели клапанов с целью уменьшения шума от верхнего клапана и изменён нижний натяжитель ремня ГРМ. Примерно с 1998 года цельный масляный фильтр был заменён на бумажный фильтрующий элемент.

### Модернизация
В 2000 году линейка двигателей была модернизирована с целью снижения уровня вредных выбросов для соответствия стандартам Евро-3. Модели с рабочим объёмом 2.5 (X25XE) и 3.0 литров (X30XE) заменены на 2.6 (Y26SE) и 3.2-литровые (Y32SE) соответственно, причём их степень сжатия была понижена. 3.2-литровая модификация получила усилённый стальной коленчатый вал. На этих версиях был внедрён новый блок управления двигателем, удалена система рециркуляции отработавших газов (EGR), количество лямбда-зондов возросло до четырёх, а на выпускных коллекторах появилось по дополнительному катализатору. Помимо этого, система зажигания из катушечной стала модульной (так называемые «кассеты»), а тросиковое управление дроссельной заслонкой заменили на электронное.

## 2.5
| Код двигателя              | C25XE / X25XE / B258I                                |
| Конфигурация двигателя     | Бензиновый двигатель V6                              |
| Рабочий объём              | 2498 см³                                             |
| Диаметр цилиндра           | 81,6 мм                                              |
| Ход поршня                 | 79,6 мм                                              |
| Мощность                   | 170 л. с. при 6000 об / мин                          |
| Крутящий момент            | 227 Н⋅м при 3200 об / мин                            |
| Степень сжатия             | 10,8:1                                               |
| Блок управления двигателем | Bosch Motronic М2.8.1 Bosch Motronic М2.8.3 (с 1994) |
| Обороты холостого хода     | 450—1030 об / мин                                    |
| Максимальные обороты       | 6600 об / мин                                        |
| Порядок зажигания          | 1-2-3-4-5-6                                          |

C25XE, он же B258I по классификации Saab, имеет объём 2,5 литров с диаметром цилиндра 81,6 мм и ходом поршня 79,6 мм. Согласно данным немецкого института по стандартизации (DIN) его номинальная мощность составляет 170 л. с., а максимальный крутящий момент — 227 Н⋅м. Двигатель впервые появился на Opel Vectra A / Vauxhall Cavalier и Opel Calibra. Им управляет блок Bosch Motronic серии 2.8.х.
В 1994 году для соответствия более строгим экологическим стандартам Евро-2 в конструкцию двигателя была добавлена система вторичного воздушного впрыска, а также система рециркуляции выхлопных газов (англ. Exhaust Gas Recirculation (EGR)), что повлекло изменение кода на X25XE.
Название двигателя расшифровывается следующим образом:
C — соответствует экологическим нормам Евро-1 / Х — соответствует экологическим нормам Евро-2;

25 — объём (2.5 литра);

Х — степень сжатия — 10.0:1…11.5:1;

Е — инжекторный впрыск.
Двигатель применялся на автомобилях:
- Holden Commodore VS (экспортный вариант)
- Opel Calibra (1993—1997)
- Opel Omega B (1994—2000)[3]
- Opel Vectra A (1993—1995)
- Opel Vectra B (1995—2000)
- Saab 900 (1993—1998)
- Vauxhall Cavalier (1993—1995)

### 2.6
| Код двигателя              | Y26SE / LY9               |
| Конфигурация двигателя     | Бензиновый двигатель V6   |
| Рабочий объём              | 2597 см³                  |
| Диаметр цилиндра           | 83,2 мм                   |
| Ход поршня                 | 79,6 мм                   |
| Мощность                   | 170 л. с. (5800 об / мин) |
| Крутящий момент            | 250 Н⋅м (3600 об / мин)   |
| Степень сжатия             | 10,0:1                    |
| Блок управления двигателем | Bosch Motronic МE 3.1.1   |
| Обороты холостого хода     | 450—1030 об / мин         |
| Максимальные обороты       | 6600 об / мин             |
| Порядок зажигания          | 1-2-3-4-5-6               |

2,6-литровый Y26SE пришёл на смену X25XE в 2000 году. Он был разработан для соответствия более прогрессивным европейским экологическим стандартам Евро-3. Так, была убрана система EGR, вместо неё были применены 4 катализатора, число лямбда-зондов также возросло с 2 до 4. Педаль газа стала электронной. Вместо катушки с высоковольтными проводами внедрили целостные модули зажигания. Рабочий объём был немного увеличен (так называемая «расточка») для компенсации вынужденных потерь в мощности.
Двигатель применялся на автомобилях:
- Opel Omega B (рестайлинг)
- Opel Vectra B (рестайлинг)
- Cadillac CTS (для европейского рынка)

Y — соответствует экологическим нормам Евро-3;

26 — объём (2.6 литра);

S — степень сжатия — 9.5:1…10.0:1;

Е — инжекторный впрыск.

### Особые версии
Существовала форсированная версия двигателя от ателье Irmscher, дебютировавшая в сентябре 1997 года на ограниченной серии Vectra B — i500. Она отличалась перепрофилированными распредвалами и перенастроенным электронным блоком управления (ЭБУ), что позволило поднять мощность на 25 л. с. — до 195 л. с. Этот ДВС получил код X25XEI (где буква I обозначает Irmscher).
Свою версию доработок представила и английская фирма Motor Sport Development (MSD), мощность такого ДВС составляла 192 л. с. Он устанавливался на особые версии Vectra — ST200, GSi.
Двигатель применялся на автомобилях:
- Opel\Vauxhall Vectra ST200
- Opel\Vauxhall Vectra 2.5 GSi
- Opel Vectra B i500

## 3.0
| Код двигателя              | X30XE / L81 / B308I                                               |
| Конфигурация двигателя     | Бензиновый двигатель V6                                           |
| Рабочий объём              | 2962 см³                                                          |
| Диаметр цилиндра           | 86 мм                                                             |
| Ход поршня                 | 85 мм                                                             |
| Мощность                   | 211 л. с. (6000 об / мин)                                         |
| Крутящий момент            | 270 Н⋅м (3400 об / мин)                                           |
| Степень сжатия             | 10,0:1 (GM) 10,8:1 (Saab)                                         |
| Блок управления двигателем | Bosch Motronic М2.8.1 Bosch Motronic М2.8.3 (с 2000) Saab Trionic |
| Обороты холостого хода     | 450—1030 об / мин                                                 |
| Максимальные обороты       | 6600 об / мин                                                     |
| Порядок зажигания          | 1-2-3-4-5-6                                                       |

X30XE, он же L81 по классификации General Motors и B308I по классификации Saab, имеет объём 3,0 литра с диаметром цилиндра 86 мм и ходом поршня 85 мм. Степень сжатия бывает 10,0:1 или 10,8:1. Мощность модификаций слегка различается и может составлять 211 л. с. / 270 Н⋅м крутящего момента (Opel Omega B, Saab 9000), 201 л. с. / 260 Н⋅м (Opel Sintra) либо 200 л. с. / 310 Н⋅м в турбированном Saab 9-5. Заменил собой линейку предшествующих рядных шестицилиндровых C30SE, C30SEJ и C30NE, удовлетворявших уже устаревшим стандартам Евро-1. Двигатель впервые появился на Omega B.
B308I представлял собой немного изменённый X30XE, который устанавливался на Saab 9000.
Расшифровка:

Х — соответствует экологическим нормам Евро-2;

30 — объём (3.0 литра);

Х — степень сжатия 10.0:1…11.5:1;

Е — инжекторный впрыск.
Двигатель применялся на автомобилях:
- Opel Omega B (1995—2000)
- Opel Sintra (1996—2000)
- Saab 9000 (1995—1997)
- Cadillac Catera (1997—2001)
- Saturn L-Series (2000—2005)
- Saturn Vue (2002—2003)

### 3.2
| Код двигателя              | Y32SE / LA3                                         |
| Конфигурация двигателя     | Бензиновый двигатель V6                             |
| Рабочий объём              | 3175 см³                                            |
| Диаметр цилиндра           | 87,5 мм                                             |
| Ход поршня                 | 88 мм                                               |
| Мощность                   | 218 л. с. (6000 об / мин) 223 л. с. (6000 об / мин) |
| Крутящий момент            | 290 Н⋅м (3400 об / мин) 296 Н⋅м (3400 об / мин)     |
| Степень сжатия             | 10,0:1                                              |
| Блок управления двигателем | Bosch Motronic МE 3.1.1                             |
| Обороты холостого хода     | 450—1030 об / мин                                   |
| Максимальные обороты       | 6600 об / мин                                       |
| Порядок зажигания          | 1-2-3-4-5-6                                         |

#### Y32SE
3.2-литровый Y32SE, он же LA3 по классификации General Motors — переработанный для удовлетворения ужесточенных экологических стандартов (под нормы Евро-3) X30XE (L81), который ставился на рестайлинговую Opel Omega B и (с некоторыми изменениями) на Cadillac CTS. Некоторые особенности этого двигателя — наличие неподвижных (нерегулируемых) фаз газораспределения и переменная длина впускного коллектора. Его выпуск начался в июле 2001 года и закончился в 2004 году.
Двигатель применялся на автомобилях:
- Cadillac CTS (2002—2004)
- Opel Omega B (рестайлинг)

#### Z32SE
Позднее была проведена ещё одна модернизация двигателя, получившая обозначение Z32SE, где буква «Z» означала соответствие обновлённому экологическому стандарту Евро-4. От Y32SE он отличался изменённым впускным коллектором, а также прочими доработками. Это немного снизило его мощность (до 211 л. с.), но увеличило крутящий момент (до 300 Н⋅м при 4000 об / мин). Устанавливался на Opel Vectra C и Opel Signum вплоть до рестайлинга, произошедшего в сентябре 2005 года.
Двигатель применялся на автомобилях:
- Opel Vectra C (2002—2005)
- Opel Signum (2003—2005)

### B308E
В 1997 году Saab представил турбированную версию двигателя для модели 9-5, получившую название B308E. Его мощность составляла 200 л. с. при 5000 об / мин. Степень сжатия была понижена до 9,5:1, а крутящий момент вырос до 310 Н⋅м в диапазоне 2500—4000 оборотов. Двигатель был уникален использованием асимметричного турбонаддува; его турбонагнетатель Garrett GT15 (давление 0,25 бар) приводился в движение только одним блоком цилиндров. Производитель, помимо прочего, устанавливал на эту модификацию специальную версию Saab Direct Ignition совместно с обновлённым блоком управления двигателем Trionic T7. Saab 9-5 с этим силовым агрегатом разгонялся до 100 км \ час за 8,3 секунды.
Двигатель применялся на автомобилях:
- Saab 9-5 (1997—2003)

### Отзыв
Трехлитровая версия двигателя, устанавливавшаяся на Cadillac Catera, имела дефект подшипника натяжителя ремня газораспределительного механизма (ГРМ), что могло привести к серьёзным повреждениям двигателя из-за появления эффекта интерференции. В связи с этим GM были проведены масштабные отзывы для замены головки блока цилиндров.